# Santuario dell'Assunta (Drezzo)
(Giovanni Paolo II, Regina Caeli, 5 maggio 1996)
La chiesa della Madonna Assunta, nota anche come Santuario dell'Assunta è un edificio di culto cattolico situato in località Drezzo, nel territorio comunale di Colverde. Localmente nota come Chiesa Alta o, in dialetto comasco, come Gesa a volt (letteralmente “chiesa in alto") è annoverata nell'elenco dei Santuari e templi votivi della Diocesi di Como.

## Storia e descrizione
La chiesa della Madonna Assunta è situata sul versante sudoccidentale del colle di Drezzo, in posizione dominante sulla valle solcata dal torrente Faloppia, ad un'altitudine di circa 439 metri s.l.m.
Di origine romanica ma più volte rimaneggiata nel corso dei secoli, la chiesa rappresenta probabilmente uno dei più antichi edifici cristiani nella zona. Alcuni studi stratigrafici e confronti stilistici della zona absidale hanno infatti portato da attribuire la fondazione dell'edificio ai secoli V e VI. Ristrutturazioni importanti furono tuttavia realizzate attorno tra i secoli X e XII, mentre la facciata e l’interno furono risistemate nel XV secolo.
Una teca posta alle spalle dell'altare conserva un affresco della prima metà del Quattrocento raffigurante una Madonna con Bambino, opera attribuita a Luchino Pozzi.
Le prime attestazioni scritte dell'esistenza della "chiesa di Santa Maria di Drezzo" si hanno però solo nella seconda metà del XVI secolo, con una serie di visite pastorali da parte dei vescovi di Como (o, comunque da parte di loro delegati, come nel caso della visita compiuta nel 1573 da Giovanni Francesco Bonomi, vescovo di Vercelli). In quel tempo, la chiesa fungeva da parrocchiale di Drezzo. Tra queste visite si ricordano quella di Feliciano Ninguarda (1592) e quella di Lazzaro Carafino (1631).
La facciata presenta una serie di affreschi attribuiti a Giovanni Pozzi (XV secolo), console di Drezzo. Nello specifico, il lato sinistro della facciata è affrescato con immagini di Sant’Antonio Abate e di San Cristoforo, mentre sulla destra sono raffigurati San Bernardino da Siena, Sant’Apollonia, la Madonna in Trono con Sant’Orsola e San Rocco.
Nel Settecento la chiesa venne ampliata, con l'aggiunta di una navata laterale probabilmente ottenuta utilizzando parte di un'abitazione destinata al cappellano. Allo stesso secolo risalirebbe l'attuale campanile.
Al Risorgimento risalgono alcuni ex voto conservati all'interno del Santuario. Tra questi, uno raffigura un soldato austro-ungarico nell'atto di sparare in un'abitazione. 
Nel Novecento, il presbiterio fu affrescato da Torildo Conconi.
Dal 1935 la chiesa costituisce ufficialmente un santuario della Diocesi di Como.
Verso la fine del XX secolo, su impulso di don Giovanni Vallassina, all'esterno della chiesa fu allestito un percorso a icone secondo una via lucis.